# Karen Chatsjanov
Karen Abgarovitsj Chatsjanov (Russisch: Каре́н Абга́рович Хача́нов) (Moskou, 21 mei 1996) is een Russisch tennisser van Armeense afkomst. Hij speelt sinds 2013 op het professionele niveau, vanaf juni 2016 onder de Spaanse trainer Galo Blanco. Chatsjanov bereikte op 19 juni 2017 de 38e positie op de ATP-ranglijst. Dat was voldoende voor directe deelname aan het toernooi van Wimbledon, waar Chatsjanov nog niet eerder op het hoofdtoernooi in actie kwam. In mei 2017 behaalde hij zijn beste resultaat op een grandslamtoernooi, de vierde ronde van Roland Garros, waarbij hij onder anderen John Isner en top 10-speler Tomáš Berdych versloeg. Op de hardcourtgrandslamtoernooien kwam Chatsjanov nog niet verder dan de tweede ronde. Zijn favoriete ondergronden zijn gravel en traag hardcourt. Zijn hoogste notering op de ATP-ranglijst is de 29e plaats, die hij bereikte in augustus 2017. In 2021 behaalde hij de zilveren medaille op de Olympische Spelen 2020.

## Palmares
| Legenda                       | Legenda               |
| ----------------------------- | --------------------- |
| Grand Slam                    |                       |
| Olympische Spelen             |                       |
| tot 2009                      | vanaf 2009            |
| Tennis Masters Cup            | ATP Finals            |
| ATP Masters Series            | ATP Tour Masters 1000 |
| ATP International Series Gold | ATP Tour 500          |
| ATP International Series      | ATP Tour 250          |

### Enkelspel
| Nr.                  | Datum             | Toernooi          | Ondergrond    | Tegenstander in finale | Score                  | Details |
| -------------------- | ----------------- | ----------------- | ------------- | ---------------------- | ---------------------- | ------- |
| Gewonnen finales     |                   |                   |               |                        |                        |         |
| 1.                   | 2 oktober 2016    | ATP Chengdu       | Hardcourt     | Albert Ramos Viñolas   | 6-7(4), 7-6(3), 6-3    | Details |
| 2.                   | 25 februari 2018  | ATP Marseille     | Hardcourt (i) | Lucas Pouille          | 7-5, 3-6, 7-5          | Details |
| 3.                   | 21 oktober 2018   | ATP Moskou        | Hardcourt (i) | Adrian Mannarino       | 6-2, 6-2               | Details |
| 4.                   | 4 november 2018   | ATP Parijs        | Hardcourt (i) | Novak Đoković          | 7-5, 6-4               | Details |
| 5.                   | 26 september 2023 | ATP Zhuhai        | Hardcourt     | Yoshihito Nishioka     | 7-6(2), 6-1            | Details |
| Verloren finales     |                   |                   |               |                        |                        |         |
| 1.                   | 1 augustus 2021   | Olympische Spelen | Hardcourt     | Alexander Zverev       | 3-6, 1-6               | Details |
| 2.                   | 9 januari 2022    | ATP Adelaide      | Hardcourt     | Gaël Monfils           | 4-6, 4-6               | Details |
| Gewonnen challengers |                   |                   |               |                        |                        |         |
| 1.                   | 20 september 2015 | Istanbul          | Hardcourt     | Serhij Stachovsky      | 4-6, 6-4, 6-3          |         |
| 2.                   | 14 mei 2016       | Samarkand         | Gravel        | Rubén Ramírez Hidalgo  | 6-1, 6-7(6), 6-1       |         |
| Verloren challengers |                   |                   |               |                        |                        |         |
| 1.                   | 13 maart 2016     | Jönköping         | Hardcourt (i) | Andrej Goloebev        | 6-7(9), 7-6(5), 7-6(4) |         |

### Dubbelspel
| Nr.                          | Datum           | Toernooi   | Ondergrond    | Partner         | Tegenstanders in finale             | Score               | Details |
| ---------------------------- | --------------- | ---------- | ------------- | --------------- | ----------------------------------- | ------------------- | ------- |
| Gewonnen finales herendubbel |                 |            |               |                 |                                     |                     |         |
| 1.                           | 6 mei 2023      | ATP Madrid | Gravel        | Andrej Roebljov | Rohan Bopanna Matthew Ebden         | 6-3, 3-6, [10-3]    | Details |
| Verloren finales herendubbel |                 |            |               |                 |                                     |                     |         |
| 1.                           | 31 maart 2018   | ATP Miami  | Hardcourt     | Andrej Roebljov | Bob Bryan Mike Bryan                | 6-4, 6-7(5), [4-10] | Details |
| 2.                           | 3 november 2019 | ATP Parijs | Hardcourt (i) | Andrej Roebljov | Pierre-Hugues Herbert Nicolas Mahut | 4-6, 1-6            | Details |

### Landencompetities
| Nr.              | Datum           | Toernooi  | Ondergrond    | Partner(s)                                     | Tegenstanders                                                   | Score               | Ref.    |
| ---------------- | --------------- | --------- | ------------- | ---------------------------------------------- | --------------------------------------------------------------- | ------------------- | ------- |
| Gewonnen finales |                 |           |               |                                                |                                                                 |                     |         |
| 1.               | 5 december 2021 | Davis Cup | Hardcourt (i) | Andrej Roebljov Daniil Medvedev Aslan Karatsev | Marin Čilić Borna Gojo Nino Serdarušić Nikola Mektić Mate Pavić | 2-0 (2 wedstrijden) | details |

## Resultaten grote toernooien
| Legenda | Legenda                          |
| ------- | -------------------------------- |
| g.t.    | geen toernooi gehouden           |
| l.c.    | lagere categorie                 |
| –       | niet deelgenomen                 |
| G       | uitgeschakeld in de groepsfase   |
| 1R      | uitgeschakeld in de eerste ronde |
| 2R      | uitgeschakeld in de tweede ronde |
| 3R      | uitgeschakeld in de derde ronde  |
| 4R      | uitgeschakeld in de vierde ronde |
| KF      | uitgeschakeld in de kwartfinale  |
| HF      | uitgeschakeld in de halve finale |
| F       | de finale verloren               |
| W       | het toernooi gewonnen            |
| w-v     | winst/verlies-balans             |

### Enkelspel
| grandslamtoernooien  |      |      |    |      |      |      |      |      |      |      |   |
| Australian Open      | –    | –    | –  | 2R   | 2R   | 3R   | 3R   | 3R   | 3R   | HF   |   |
| Roland Garros        | –    | –    | –  | 4R   | 4R   | KF   | 4R   | 2R   | 4R   | KF   |   |
| Wimbledon            | –    | –    | –  | 3R   | 4R   | 3R   | g.t. | KF   | –    | –    |   |
| US Open              | –    | –    | 2R | 1R   | 3R   | 1R   | 3R   | 1R   | HF   | 1R   |   |
| ATP Masters 1000     |      |      |    |      |      |      |      |      |      |      |   |
| Indian Wells         | –    | –    | –  | 2R   | 1R   | KF   | g.t. | 4R   | 1R   | 3R   |   |
| Miami                | 1R   | –    | –  | 1R   | 3R   | 2R   | g.t. | 3R   | 2R   | HF   |   |
| Monte Carlo          | –    | –    | –  | 2R   | 3R   | 2R   | g.t. | 2R   | 1R   | 3R   |   |
| Madrid               | –    | –    | –  | 1R   | 1R   | 2R   | g.t. | 1R   | 1R   | KF   |   |
| Rome                 | –    | –    | –  | –    | 1R   | 3R   | 1R   | 1R   | 3R   | 2R   |   |
| Montreal/Toronto     | –    | –    | –  | 1R   | HF   | HF   | g.t. | 3R   | 2R   | –    |   |
| Cincinnati           | –    | –    | –  | 3R   | 3R   | 3R   | 3R   | 2R   | 1R   | –    |   |
| Shanghai             | –    | –    | –  | 1R   | 2R   | 3R   | g.t. | g.t. | g.t. | –    |   |
| Parijs               | –    | –    | –  | 1R   | W    | 1R   | 1R   | 2R   | 3R   | KF   |   |
| olympisch            |      |      |    |      |      |      |      |      |      |      |   |
| Olympische Spelen    | g.t. | g.t. | –  | g.t. | g.t. | g.t. | g.t. | F    | g.t. | g.t. |   |
| statistieken         |      |      |    |      |      |      |      |      |      |      |   |
| totaal aantal titels | 0    | 0    | 1  | 0    | 3    | 0    | 0    | 0    | 0    | 1    | 0 |
| eindejaarsranking    | 400  | 152  | 53 | 45   | 11   | 17   | 20   | 29   | 20   | 15   |   |

### Dubbelspel
| toernooi             | 2017 | 2018 | 2019 | 2020 | 2021 | 2022 | 2023 | 2024 |
| -------------------- | ---- | ---- | ---- | ---- | ---- | ---- | ---- | ---- |
| grandslamtoernooien  |      |      |      |      |      |      |      |      |
| Australian Open      | 2R   | –    | –    | –    | –    | –    | –    |      |
| Roland Garros        | 2R   | 1R   | –    | –    | –    | –    | –    |      |
| Wimbledon            | –    | –    | –    | g.t. | –    | –    | –    |      |
| US Open              | 3R   | –    | –    | –    | –    | –    | –    |      |
| ATP Masters 1000     |      |      |      |      |      |      |      |      |
| Indian Wells         | –    | –    | 1R   | g.t. | –    | 1R   | 1R   |      |
| Miami                | –    | F    | 1R   | g.t. | 2R   | 2R   | –    |      |
| Monte Carlo          | –    | –    | 2R   | g.t. | 2R   | 1R   | 2R   |      |
| Madrid               | –    | 1R   | 2R   | g.t. | 2R   | 2R   | W    |      |
| Rome                 | –    | –    | 2R   | 1R   | –    | –    | 2R   |      |
| Montreal/Toronto     | 2R   | –    | 1R   | g.t. | 2R   | 1R   | –    |      |
| Cincinnati           | 1R   | 1R   | 1R   | 1R   | 2R   | KF   | 2R   |      |
| Shanghai             | –    | –    | 1R   | g.t. | g.t. | g.t. | 2R   |      |
| Parijs               | 1R   | –    | F    | –    | –    | 1R   | 2R   |      |
| olympisch            |      |      |      |      |      |      |      |      |
| Olympische Spelen    | g.t. | g.t. | g.t. | g.t. | 1R   | g.t. | g.t. |      |
| statistieken         |      |      |      |      |      |      |      |      |
| totaal aantal titels | 0    | 0    | 0    | 0    | 0    | 0    | 1    |      |
| eindejaarsranking    | 121  | 112  | 86   | 80   | 172  | 239  | 58   |      |